# Pornografie

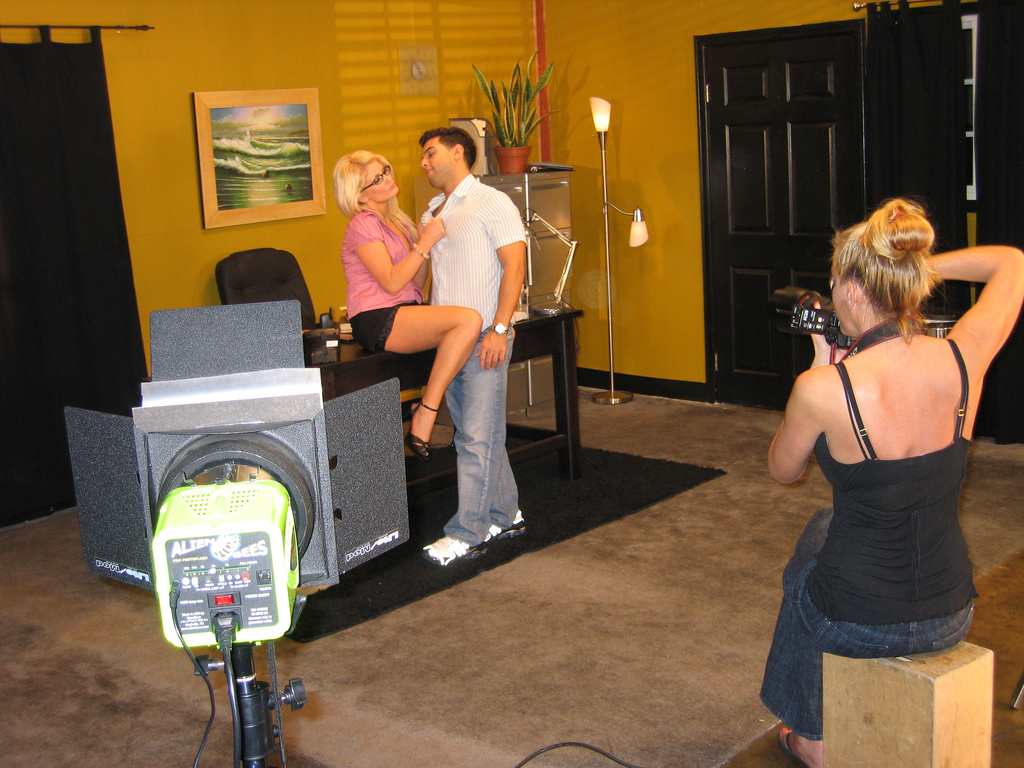
Cali Chase, Mikey Butders en fotograaf Nicole op de filmset van een pornofilm, december 2007

Pornografie, ook wel afgekort tot porno, is het beschrijven, weergeven of suggereren van menselijke seksuele handelingen met het doel om seksuele opwinding op te wekken. De pornografie kan bijvoorbeeld bestaan uit mensen in opwindende houdingen op foto's, mensen die seksuele handelingen uitvoeren op film (pornofilm), door getekende beelden, geschreven of gesproken tekst of door geluiden. Pornografie in tijdschriften combineert meestal geschreven tekst met fotomateriaal. Meestal wordt pornografie professioneel geproduceerd en deels gratis, deels tegen betaling, op internet ter beschikking gesteld. Daarnaast is er amateurpornografie. Er wordt onderscheid gemaakt tussen 'zachte' ('soft porno') en 'harde' pornografie. Zachte pornografie is minder expliciet terwijl harde porno niks aan de verbeelding overlaat.
Pornografie is van alle tijden. Zo bestonden er in de oudheid al afbeeldingen van seksuele handelingen en in de steentijd werden al erotische grotschilderingen gemaakt. De begrippen pornografie, erotica en erotiek worden nog wel eens met elkaar verward. Erotica moet gezien worden als kunst die weliswaar erotische gevoelens opwekt maar waarbij de esthetiek en de emotie voorop staat. De scheidslijn is echter vaag en verschilt per cultuur en periode. De vraag of pornografie een positieve of negatieve invloed heeft of zelfs verboden moet worden is o.a. onder feministen onderwerp van debat.

## Etymologie
De originele betekenis van het woord porno komt uit het Grieks en betekent schrijven over prostituees of ontucht. Het woord pornografie duidt op het beschrijven van of tekenen over alles wat met seksualiteit te maken heeft, en daarna werd het ook uitgebreid naar andere media.

## Geschiedenis

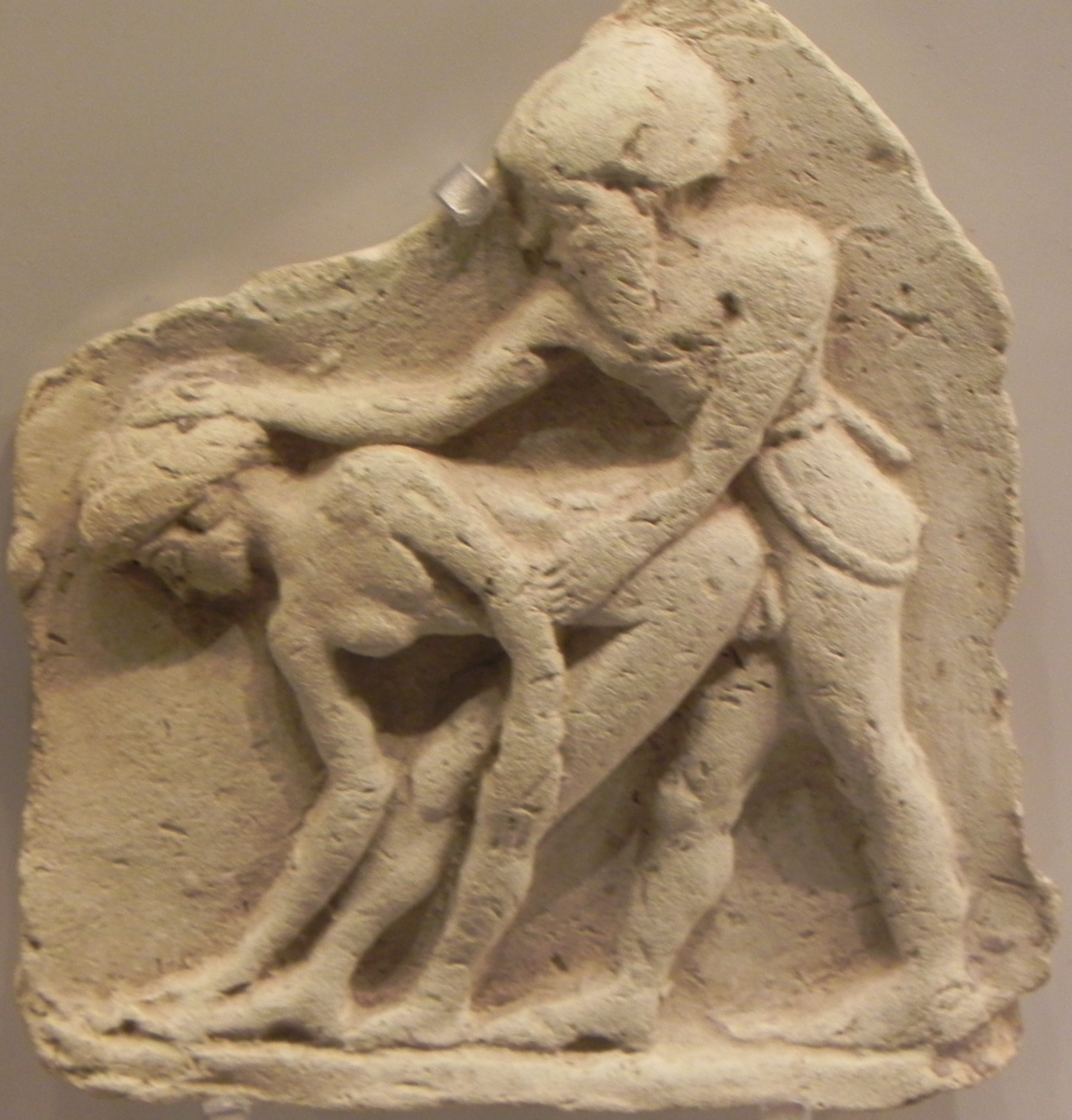
Seksuele handeling op een kleitablet uit Mesopotamië circa 20e eeuw v.Chr..

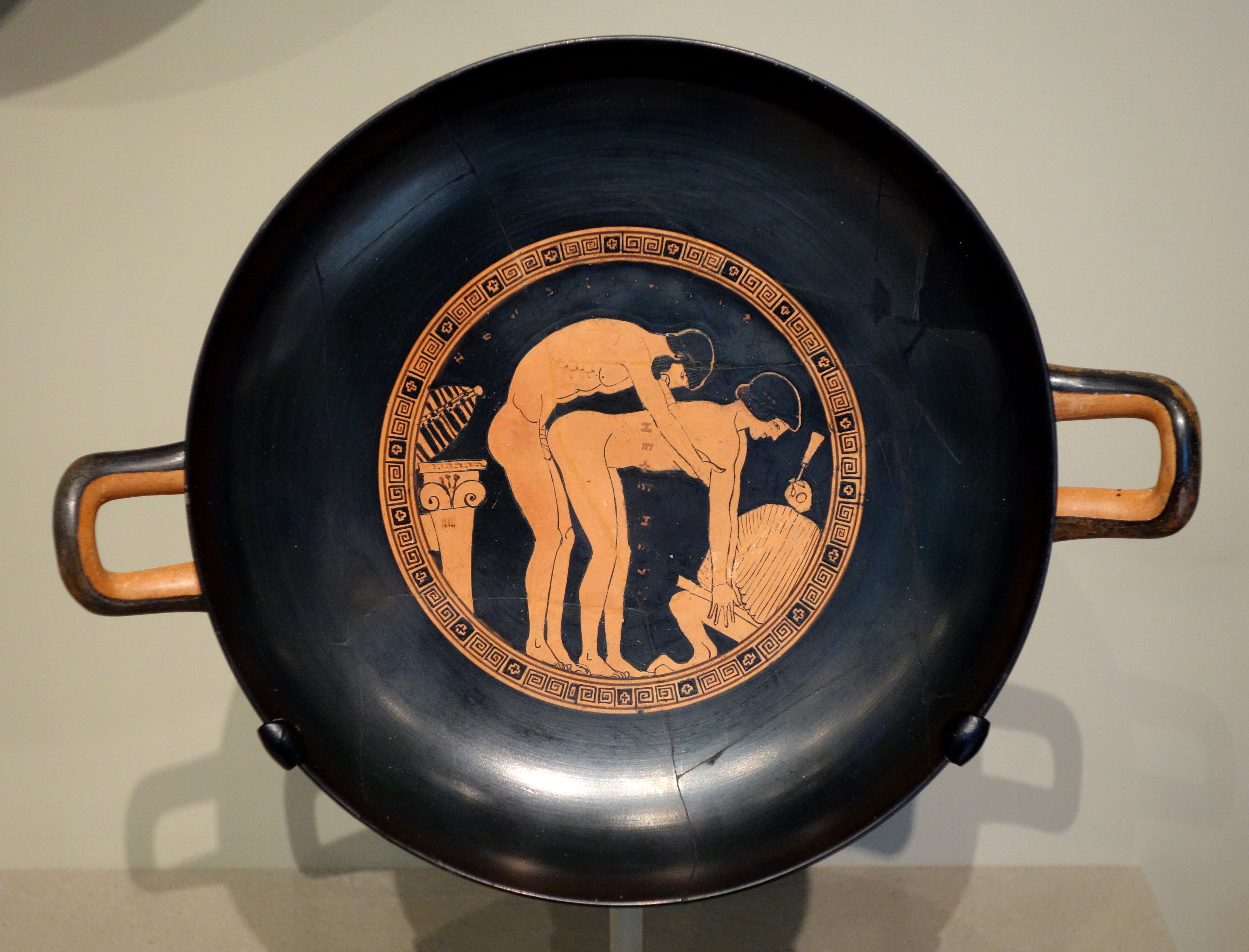
Seksuele handelingen op een schaal in de Oud-Griekse roodfigurige stijl, waarschijnlijk gemaakt rond 480 v.Chr.

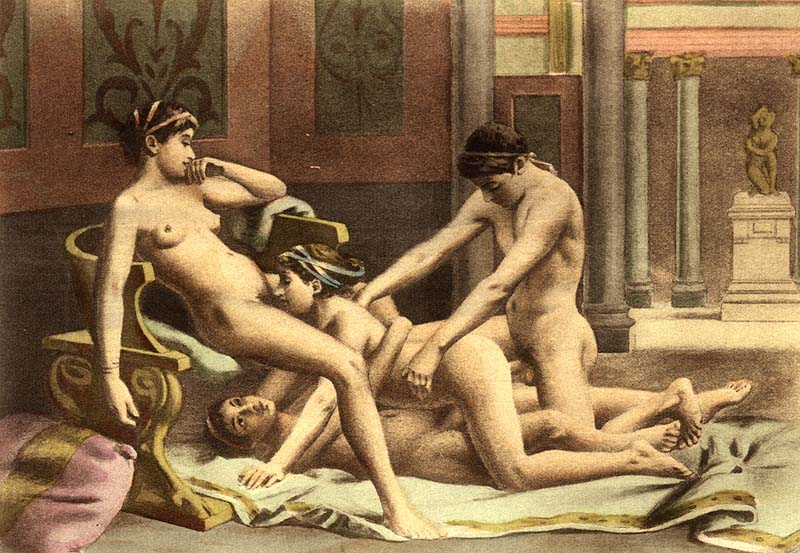
Een tekening uit 1906 door Édouard-Henri Avril uit de De figuris Veneris, een boek over seksuele posities waarvan de eerste versie reeds uit 1425 stamt.

De oudste erotische afbeeldingen stammen van voor de laatste ijstijd. Pornografie bestond reeds in de oudheid en komt in vrijwel alle culturen voor. Voorbeelden uit de oudheid zijn het Turijns erotisch papyrus uit het Oude Egypte waarop verschillende seksuele posities zijn afgebeeld. Ook op Oud-Grieks aardewerk in de roodfigurige stijl werden regelmatig seksuele taferelen afgebeeld, zo ook homoseksuele. Een ander voorbeeld is de Kamasoetra, een boek dat z'n huidige vorm kreeg rond het jaar 200. Het werk gaat met name over het huwelijk maar besteedt een groot aantal hoofdstukken aan uiteenlopende seksuele posities.
De boekdrukkunst heeft een belangrijke rol gespeeld in de verspreiding van pornografisch materiaal. Een belangrijk boek was het Engelse werk Fanny Hill uit 1748. Over het boek is veel geproduceerd en het is in vele landen verboden geweest.
Met de opkomst van de film kwamen ook de pornofilms. Een vroeg voorbeeld was de Franse film Le Coucher de la Mariée uit 1896 waarin een vrouw zich uitkleedt. De periode 1969 tot 1984 wordt wel de gouden eeuw van de pornofilm genoemd. Dit was de tijd van grote producties zoals Deep Throat, The Devil in Miss Jones en Behind the Green Door. Deze films werden aanvankelijk in gewone bioscopen en later wegens wettelijke beperkingen in kleinere zogenaamde pornobioscopen vertoond (in Nederland gekenmerkt door de ¨50 zitplaatsen¨-norm die onder het Kabinet Den Uyl door de toenmalige Minister van Justitie Dries van Agt als concessie werd doorgevoerd). 
In deze films werd een toename zichtbaar van van professioneel kwalitatief camerawerk, regie en cinematografie, die niet onder deed voor de reguliere bioscoopfilms. Daarnaast was er vaak sprake van een goed verhaal en professioneel acteerwerk. 
In de jaren 70 en 80 bereikten vooral zeer vele gespecialiseerde vrouwelijke porno-actrices alsook een geringer aantal mannelijke porno-acteurs een zekere status van beroemdheid, zoals de meest befaamde Amerikaanse acteur Ron Jeremy (die weliswaar jarenlang gold als ¨legendarisch¨, doch sinds 2020 van seksueel misbruik van actrices gedurende zijn langdurige loopbaan zou worden beschuldigd), Randy West, Peter North, Tom Byron en Harry Reems. 
Van deze beroemde acteurs uit de jaren 80 zou Peter North na zijn loopbaan als porno-acteur nog enige beroemdheid genieten als auteur van zijn op persoonlijke ervaringen gebaseerd  boek Penetrating Insights, Dit boek verwierf zelfs de status van collector's item en was bedoeld als een soort raadgeving voor andere mannen voor het ontmoeten en daten van aantrekkelijke vrouwen. Dit boek kon hij schrijven dankzij zijn privilege als voormalig porno-acteur verworven eigen mogelijkheid zelf talloze mooie vrouwen te ontmoeten en te daten. Daarin geeft hij de lezer tips over alles, van verzorging tot persoonlijke gezondheid.
In de 20ste eeuw zou Lexington Steele een succesvolle acteur worden die zelf ook producent werd van porno-dvd´s. 
Naarmate het genre zich via dvd en internet grootschaliger verspreidde en via betaalsites ook lucratief werd, verkortte zich door een toenemend aanbod van nieuwe concurrentie echter ook de duur van de faam (ironisch: ¨houdbaarheidsdatum¨) van de ¨gevestigde¨ beroemde acteurs en actrices.
Door de komst van de videorecorder kwam de porno in de huiskamer en kon men deze in alle privacy bekijken. Het aanbod werd groter maar zo ook de concurrentie, wat de kwaliteit niet ten goede kwam. De productie verplaatste zich deels naar Oost-Europa waar de actrices genoegen namen met lagere honoraria.
Begin 21e eeuw nam het gebruik van online porno, via peer-to-peer en streamingdiensten sterk toe. Niet alleen werd er meer gekeken ook de winstgevendheid nam af waardoor de positie van de actrices verzwakt werd. Niet alleen kregen ze minder betaald, ook hadden ze op de set steeds minder in te brengen. De emancipatie heeft voor een nieuw genre, de vrouwvriendelijke porno gezorgd, ook wel porna genoemd. In deze variant ligt de nadruk op de beleving van de vrouw en is er meer romantiek. Sommige pornaproducenten gaan verder en geven de actrices en acteurs inspraak op de set, vinden het belangrijk dat ze zichtbaar plezier hebben en de penetratie mag soms ook ongemakkelijk en natuurlijker ogen. Critici stellen echter dat porna ook gewoon een marketingterm is zoals alle andere.

## Functie van pornografie
Het gebruiken van porno kan recreatief zijn. Het kan ook voorkomen dat het kijken naar porno een andere functie heeft, bijvoorbeeld doordat het een uitweg biedt voor problemen. Een toevlucht in tijden van eenzaamheid. Een troost in tijden van verdriet. In dat geval is pornografie een vorm van emotieregulatie.

## Beschikbaarheid op het internet
Er staan veel pornografische foto's en video's op internet. Voor het bekijken moet vaak betaald worden. Daarnaast is er veel gratis materiaal gecombineerd met internetadvertenties, onder meer voor het betaalde materiaal. Mensen die pornografie aanbieden op OnlyFans maken zo soms reclame voor hun account. Volgens de Alexa ranking van best bezochte websites ter wereld was xvideos.com de meest bezochte pornosite ter wereld in 2015. Het was daarmee de 53 grootste site wereldwijd. Een andere veelbezochte pornosite was Pornhub. In 2012 was het aandeel pornografische websites rond de 4%.
In de Arabische wereld biedt slechts Libië een relevante hoeveelheid pornografische websites, maar veel bezoekers uit deze regio maken gebruik van buitenlandse websites. Zo bleek bijvoorbeeld uit Google Trends dat veel pornografische zoektermen wel degelijk van IP-adressen uit Arabische en islamitische landen afkomstig zijn.
In 2021 kwam de Britse website OnlyFans, waarop onder andere tegen betaling pornografisch materiaal van bekende personen werd getoond, in het nieuws. Onder druk van o.a. bankpartners besloot het bedrijf het tonen van expliciete seks op deze site te verbieden, maar deze beslissing werd al snel opgeschort toen creators die hierdoor getroffen zouden worden, overwogen over te stappen naar een andere site.

## Wetgeving
Tussen landen bestaan verschillen in wetgeving wat betreft pornografie. In veel landen is er een vorm van toegestane pornografie die in tijdschriften of onder bepaalde voorwaarden ook op televisie kan worden getoond. In veel landen wordt geprobeerd om minderjarigen de toegang tot (harde) pornografie te ontzeggen of te beperken, dit om een niet-realistisch beeld van de seksualiteit tegen te gaan. Vaak gelden daarom regels voor het tonen, verhuren of verkopen van pornografie, bijvoorbeeld dat de tijdschriften of video´s in een aparte 18+ sectie moeten staan en dat pornografie slechts op bepaalde tijden mag worden getoond.
Kinderpornografie is daarentegen bijna overal verboden en strafbaar. Veel landen hebben een verbod op pornografie waarin geweld of dieren een rol spelen. Zowel het bezit als de verspreiding hiervan zijn meestal strafbaar. Ook voyeuristische pornografie (wanneer buiten medeweten van de afgebeelde persoon gemaakt, bijvoorbeeld met spycams) en zogenaamde wraakporno kunnen strafbaar zijn, omdat iemand tegen zijn wil of zelfs onwetend tot seksobject wordt gemaakt en het materiaal vaak lang online blijft en schadelijk is voor de reputatie van de afgebeelde personen. Daarnaast zijn legitieme afbeeldingen van al dan niet ontklede kinderen of schaars geklede kinderen in suggestieve poses in principe niet strafbaar (categorie 1 of 2 op de Copine-schaal), maar worden deze wel gebruikt om het kinderporno-verbod te omzeilen. Dit maakt dergelijk materiaal controversieel.
In sommige landen moeten producenten en verspreiders van pornografie documentatie bewaren die bewijst dat de modellen minstens 18 jaar waren op het moment van fotograferen of filmen. Zo zijn er in de VS de 2257 Regulations. In Nederland is voorgesteld (Motie Gerkens/Arib) ook iets dergelijks in te voeren, de zogenaamde vergewisplicht. De minister van Justitie heeft dit afgewezen. Een reden is dat pornografie met een persoon die eruitziet als een minderjarige altijd verboden is, ook als bewezen is dat deze persoon 18 jaar of ouder was. Een andere reden is dat het beeldmateriaal waar het om gaat volgens de minister vaak afkomstig is uit een dubieuze bron, waarbij vaak met reden kan worden getwijfeld aan de juistheid van de bewering dat het model 18 jaar was. Juist in de landen waar deze afbeeldingen veelal worden gemaakt is volgens de minister een vals identiteitsbewijs eenvoudig te krijgen, terwijl dit achteraf vaak niet meer is aan te tonen.

### Indonesië
Indonesië kent sinds 2008 een strenge wet die pornografie verbiedt. In januari 2011 werd op grond van die wet de in Zuidoost-Azië bekende popzanger Nazril Irham veroordeeld tot 3½ jaar cel omdat op internet een video verscheen waarop te zien was hoe hij met twee vriendinnen vrijde.

### Nederland
In Nederland maakte de wijziging van artikel 240 van het Wetboek van Strafrecht en van enige andere bepalingen van 1985, ingaand 1986, pornografie met personen vanaf 16 jaar legaal, nadat al een aantal jaren veel seksshops gedoogd werden. Van pornografie met personen onder de 16 jaar werd in 1998 voor het eerst ook het bezit ervan strafbaar. In 2002 werd dit uitgebreid met een even uitgebreid verbod op pornografie met personen van 16 en 17 jaar. Zie ook de geschiedenis van de kinderpornowetgeving. Sinds 2010 is ook dierenporno verboden.
Artikel 151e van het Wetboek van Strafrecht luidt:
Degene die een visuele weergave als bedoeld in artikel 239, derde lid, of een voorwerp, waarvan de vertoning schadelijk is te achten voor personen beneden de leeftijd van zestien jaren, verstrekt, aanbiedt of vertoont aan een persoon beneden de leeftijd van zestien jaar wordt gestraft met gevangenisstraf van ten hoogste een jaar of geldboete van de vierde categorie.
Hier valt onder andere ook pornografie onder.
Films met 'nadrukkelijke seksuele handelingen' en 'tijdens de handelingen (details van) genitaliën' worden door Kijkwijzer beoordeeld voor 16 jaar en ouder. Films beoordeeld voor 16 jaar en ouder mogen volgens de Mediawet alleen tussen 22:00 en 6:00 uur op televisie uitgezonden worden en bioscoopexploitanten die jongeren onder deze leeftijd toelaten zijn strafbaar.

### Andere landen
- In België is in 2007 door senator Ludwig Vandenhove van de politieke partij sp.a getracht een verbod op seks met dieren in de wet vast te laten leggen.[8] Dit is op 17 januari 2007 door de Senaatscommissie Sociale Aangelegenheden geblokkeerd.[9][10]
- In Zweden is pornografie vrij beschikbaar en is pornografie met dieren niet verboden, maar wel onderhevig aan dierenwelzijnswetten. Pornografische films mogen worden bekeken vanaf 15 jaar oud, en er zijn geen beperkingen op tijdschriften.
- In Denemarken is vrijwel alle pornografie al gelegaliseerd in 1967.
- In de Verenigde Staten is harde pornografie toegestaan wanneer het een speciale obsceniteitstest kan doorstaan, hetgeen bijna altijd het geval is. Degene die visuele pornografie beschikbaar stelt, bijvoorbeeld op internet, moet documenten beheren waaruit blijkt dat alle modellen op de dag van de foto- of filmopname 18 jaar of ouder waren.[11] Pornografie mag niet ter beschikking worden gesteld aan minderjarigen (onder 18 en in sommige staten niet onder de 21). Tijdschriften als Playboy, die bij uitstek voorbeelden zijn van zachte pornografie, zijn in de Verenigde Staten ingepakt in ondoorzichtig plastic folie om te voorkomen dat minderjarigen het naakt kunnen zien.
- In Australië zijn films waarin expliciete seks wordt bedreven illegaal in normale bioscopen. Pornofilms met dieren of geweld zijn helemaal verboden. Aan de andere kant kunnen pornografische tijdschriften in kiosken worden verkocht, en ook via het internet worden bekeken.
- In het Verenigd Koninkrijk is harde pornografie recent gelegaliseerd.
- In Noorwegen is harde pornografie verboden, maar wordt dit gedoogd.
- In Japan mochten tot eind jaren 90 geen geslachtsdelen worden getoond. Er rust daarentegen geen taboe op een combinatie van seks en geweld, en er is ook geen groot probleem om tieners als seksueel actief te zien.

## Maatschappelijke invloed

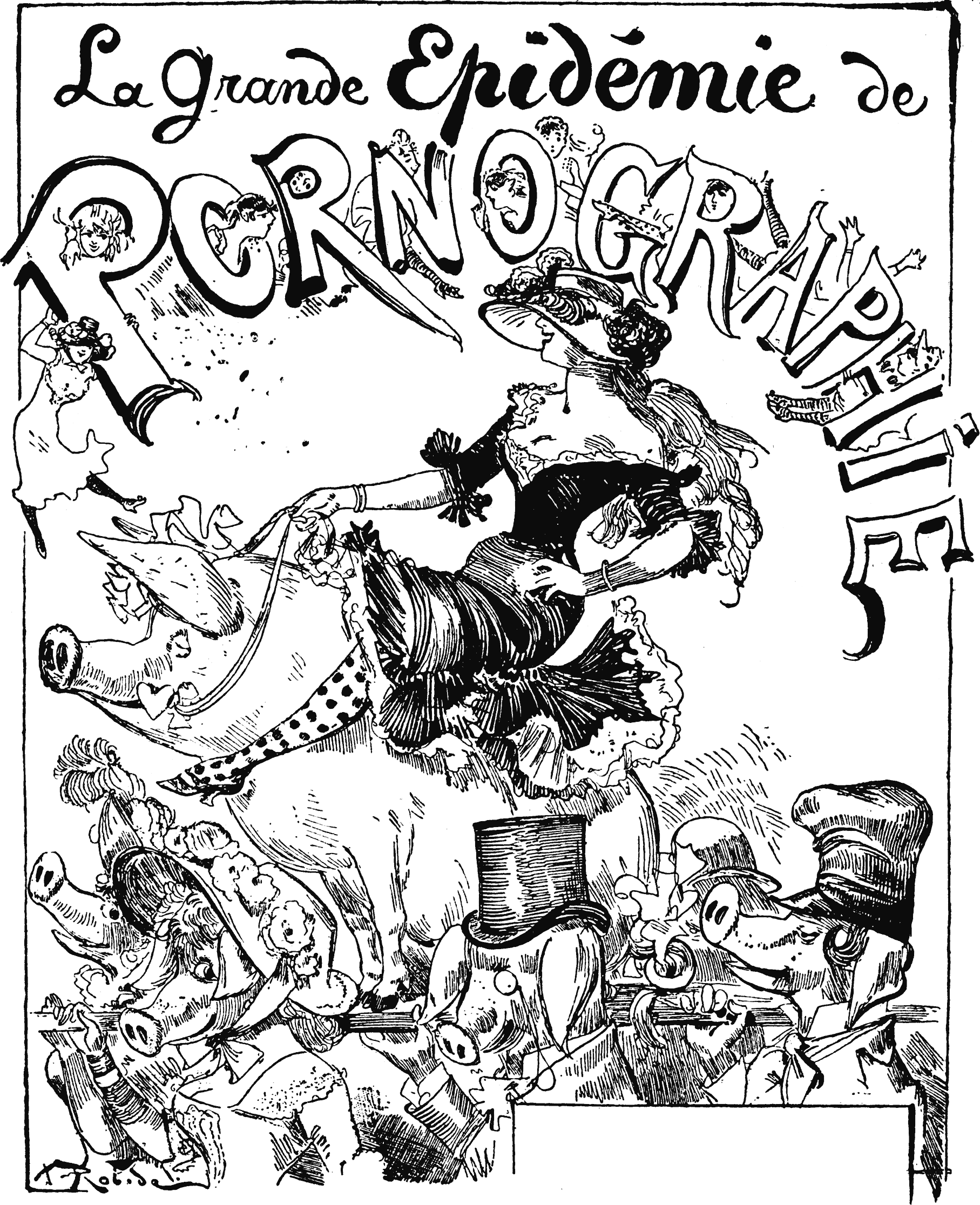
Porno (en bezwaar hiertegen) is van alle tijden. Franse cartoon tegen "La Grande Epidémie de Pornographie", 19e eeuw

Over de invloed van pornografie op de samenleving bestaat weinig consensus. Door sommige groeperingen wordt pornografie als negatief gezien, door anderen als positief. Feministen zijn onderling sterk verdeeld over pornografie: sommigen vinden het een vorm van geweld tegen vrouwen die vernederend en seksistisch is, de gelijkwaardigheid van vrouwen ondermijnt en dat porno-actrices worden uitgebuit; andere feministen zeggen dat in ieder geval bepaalde vormen van pornografie juist een goede manier zijn voor vrouwen of seksuele minderheden om zich seksueel te uiten, om van seks te genieten en om zich te emanciperen.
Pornografie zou volgens bepaalde maatschappelijke groepen aanzetten tot losbandig seksueel gedrag, seksverslaving. Pornoverslaving is niet opgenomen in DSM-5 (2013) of DSM-5-TR (Maart 2022), al kan pornografie wel tot problemen leiden. Dat laatste stelt psycholoog en seksuoloog Gertjan van Zessen in de Volkskrant. Volgens hoogleraar Ellen Laan, een seksuologe werkzaam voor het Academisch Medisch Centrum, komen dergelijke theorieën vooral uit rechts-religieuze Amerikaanse kringen.
Filosofen van de seksualiteit, zoals Hans Maes, maken een onderscheid tussen egalitaire en niet-egalitaire pornografie. Niet-egalitaire pornografie is “pornografie die de normen, mechanismen, mythes en valkuilen van genderongelijkheid erotiseert”. Zulke pornografie zou de genderongelijkheid daarom in stand houden of zelfs verergeren.
Egalitaire pornografie, daarentegen, vertrekt van de volledige gelijkheid tussen seksuele partners. Hier wordt er geen enkele vorm van vernedering, objectivering of geweld geërotiseerd. Een voorbeeld van egalitaire pornografie zijn de films geproduceerd door Puzzy Power, een bedrijf opgericht eind jaren negentig als onderdeel van Zentropa, het productiebedrijf van Lars von Trier en Peter Aalbæk Jensen.
De invloed van porno kijken op pubers is niet bekend. Te weinig of geen onderzoek is uitgevoerd. Ethische bezwaren maken dergelijk onderzoek onmogelijk. De positieve vindingen van Peter en Valkenburg (2016) zijn weifelend, causaliteit is niet aantoonbaar.
De meerderheid van de Amerikaanse mannen gebruiken porno. Volgens The Huffington Post, 70% van de mannen en 30% van de vrouwen kijken naar porno.
Volgens een studie van 2002 gebruikt de meerderheid van de Noorse bevolking pornografie.
Porno gekeken in de afgelopen 6 maanden (Nederlandse jongeren, 2023): jonge mannen keken tussen 65% (leeftijd: 13-15 jaar) tot en met 96% (22-24 jaar), en jonge vrouwen tussen 22% (13-15 jaar) tot en met 75% (22-24 jaar).

## Wetenswaardigheden
- De algemeen geaccepteerde reden van het niet van de grond komen van Philips' videosysteem V2000 in Nederland is het gebrek aan leverbare porno in dit formaat was (Philips weigerde in zee te gaan met pornoproducenten).[37] Dit in tegenstelling tot het goedkopere, maar technisch inferieure VHS-systeem, waarvoor wel voldoende pornofilms geleverd werden.
- Het internet zou onder andere zover uitgegroeid zijn omdat het een niemandsland is waar porno vrijelijk uitgewisseld kan worden. Ook een groot deel van spam heeft betrekking op vormen van seks zoals porno.[bron?]
- De grootste Europese producent van pornofilms, het van oorsprong Zweedse onderneming Private werd in 1965 in Stockholm opgericht door Berth Milton Sr. Halverwege de jaren 90 is de onderneming overgenomen door zijn zoon Berth Milton Jr., verhuisde de onderneming van Zweden naar Spanje en maakte ze haar entree op internet. In 1999 was deze onderneming de eerste onderneming in deze sector die een notering kreeg op de NASDAQ-beurs. De onderneming is op NASDAQ genoteerd als PRVT. De firma van Beate Uhse ging in hetzelfde jaar naar de Duitse beurs.

## Genres
Pornografie kan op verschillende wijzen gecategoriseerd worden. Naast de boven genoemde harde en zachte porno (Engels: "hard core" en "soft core") wordt porno onderverdeeld naar onder meer:
- seksuele geaardheid of fetisjisme
- ras
- leeftijd
- naar lichamelijke, culturele of sociale kenmerken van de acteurs
- scenario
- egalitaire en niet-egalitaire pornografie

## Publicatie
- Bert Sliggers: De zedeloze jaren 30, De gebroeders Taurel en de handel in erotica. Uitgeverij Boom, 2020
- Robbert Ophorst, Marijn Schrijver & Roelof de Vries: De lustfabriek. 50 jaar Nederlandse porno-industrie. Amsterdam, Uitgeverij Business Contact, 2014. ISBN 978-90-470-0657-2